# Pedro Lima
Pedro Álvaro Santos de Lima (* 29. Juni 1983 in Riachão do Jacuípe, Bundesstaat Bahia) ist ein brasilianischer Boxer.

## Werdegang
Er wurde 2003 Brasilianischer Meister im Halbweltergewicht, 2005, 2006, 2007, 2008 und 2009 Brasilianischer Meister im Weltergewicht, sowie 2011, 2013 und 2015 Brasilianischer Meister im Mittelgewicht. Dabei besiegte er auch zweimal Esquiva Falcão.
2005 schied er bei den 6. Panamerikanischen Meisterschaften in Teresópolis, erst im Halbfinale des Weltergewichts gegen Erislandy Lara aus und gewann damit Bronze. Bei den Weltmeisterschaften desselben Jahres in Mianyang, schied er hingegen bereits in der zweiten Vorrunde aus. 2006 erreichte er einen 5. Platz bei den Südamerikaspielen in Buenos Aires.
Den größten kontinentalen Erfolg feierte er 2007 mit dem Gewinn der Goldmedaille im Weltergewicht bei den 15. Panamerikanischen Spielen in Rio de Janeiro. Er hatte sich dabei gegen Jaime Cortez aus Ecuador, Ricardo Smith aus Jamaika und Demetrius Andrade aus den USA durchgesetzt. Bei den Weltmeisterschaften desselben Jahres in Chicago, musste er sich erst im Achtelfinale gegen Baqyt Särsekbajew geschlagen geben.
Für die Olympischen Sommerspiele 2008 konnte er sich nicht qualifizieren, da er bei den amerikanischen Ausscheidungskämpfen in Port of Spain und Guatemala-Stadt auf den Plätzen 3 und 5 ausschied. Nach Siegen gegen Lucien Hewelette, Tureano Johnson, Cristian Peguero und Gustavo Bernardez, war er gegen John Jackson und in einem Rückkampf gegen Tureano Johnson unterlegen. 2009 nahm er an den Weltmeisterschaften in Mailand teil, wo er in der zweiten Vorrunde gegen Balázs Bácskai ausschied.
2010 gewann er im Mittelgewicht die Goldmedaille bei den 53. Militärweltmeisterschaften in Jacksonville, USA. Er besiegte dabei auf dem Weg zum Titel Joan Nilusmas aus Frankreich, Nurbota Seitbek aus Kasachstan und Peter Müllenberg aus den Niederlanden. Bei den Militärweltspielen 2011 in Rio de Janeiro, erkämpfte er den 5. Platz.
Bei den Militärweltmeisterschaften 2014 im kasachischen Almaty, gewann er die Silbermedaille im Mittelgewicht. Bei der amerikanischen Olympiaqualifikation 2016 in Buenos Aires schied er im Achtelfinale gegen Marlon Delgado aus. Bei der weltweiten Olympiaqualifikation im Juni 2016 in Baku verlor er im ersten Kampf gegen Davide Faraci aus der Schweiz.

## Auswahl internationaler Turnierergebnisse
- Juni 2016: 2. Platz beim Giraldo Cordova Cardin Turnier in Kuba, Halbfinalsieg gegen Christian M'Billi-Assomo
- April 2016: 3. Platz beim Beogradski Pobednik Turnier in Serbien
- Mai 2011: 2. Platz beim 3-Nationen-Turnier in Frankreich
- Juni 2009: 3. Platz beim Schlacht von Carabobo Turnier in Venezuela, Viertelfinalsieg gegen Gabriel Maestre
- Mai 2007: 3. Platz beim Box-Am Turnier in Spanien, Halbfinalniederlage gegen Xavier Noël
- Juni 2006: 3. Platz beim Golden Belt Turnier in Rumänien
- April 2006: 2. Platz bei der Cuban Olympiad in Kuba, Finalniederlage gegen Erislandy Lara
- März 2006: 1. Platz beim José “Cheo” Aponte Turnier in Puerto Rico
- Juni 2005: 1. Platz beim José “Cheo” Aponte Turnier in Puerto Rico, Finalsieg gegen Myke Carvalho